# 宇宙世紀
宇宙世紀（Universal Century，简称U.C.）是GUNDAM世界中存在的紀元。從第一座宇宙殖民地完成建設並殖民開始，作中人類紀元就由公元（A.D.）改為宇宙世紀。
雖然「GUNDAM系列作品」照不同世界觀設定了許多背景紀元，但宇宙世纪是首部《机动战士GUNDAM》所使用，之後40年間數十部作品繼承的設定（包括除影视剧作外的漫画、小说、游戏、模型等），故有一部分觀眾意見認為套用宇宙世紀設定的GUNDAM作品才是正統，称之为“正史”；當然更多人意見认为這只是偏頗的說法。
除正統論還有人認為宇宙世紀是共同宇宙，只是很多證據表明，宇宙世紀系列只是擁有很多和元祖或一年戰爭編相似的設定，但彼此無關係的作品群。
而值得注意的是，在《∀GUNDAM》的人物口中的宇宙世紀，是包括了其他所有鋼彈系列，唯SD GUNDAM之類例外。
而在V GUNDAM到GUNDAM UC，宇宙世紀系列曾經有超過十五年備受到冷落，新動畫僅有OVA MS08小隊戰記、一年戰爭默示錄、Z GUNDAM劇場版，并未推出電視作品。至獨角獸和GUNDAM THE ORIGIN OVA成功，才編輯成電視動畫。
在系列首播四十五周年推出的機動戰士Gundam GQuuuuuuX，則是從V後三十年第一次，以原創電視版動畫的姿態回歸宇宙世紀。

## 年表
以下年表所註記之作品並非皆發生於同一時間線。以下提及作品時，皆以機動戰士GUNDAM為延伸之時間線為主時間線。
| ^ | 表示該部作品確定發生於主時間線之平行世界 |
| * | 表示該部作品是否發生於主時間線具有爭議   |

宇宙世紀（Universal Century）
- 宇宙世紀0001年：拉普拉斯事件

發生在西元改歷到宇宙世紀的祭典中，設置在地球低軌道上的地球聯邦总理官邸「拉普拉斯」遭炸彈攻擊，第一任总理「里卡德·馬瑟納斯」死亡的事件。
表面上是反對成立地球聯邦政府的恐怖份子所為，但真相是地球聯邦政府保守派策劃的暗殺。《機動戰士GUNDAM UC》的故事圍繞此時被抹消的真相展開。
提及作品：
- 《機動戰士GUNDAM UC》（2010年 - 2014年）（故事開頭）

- 宇宙世紀0078～0080年：一年戰爭

離地球最遙遠的宇宙殖民地群「Side3」的市民要求自治權，以「吉翁公國」為名向地球聯邦發起的獨立戰爭。
本戰爭是人形機動兵器「机动战士」首次投入實戰，且在戰爭初期就有全人類半數人口死亡。戰爭最終以支配吉翁公國的薩比家滅亡，新建的吉翁共和國臨時政府和地球聯邦政府簽訂終戰協定作結。
提及作品：
- 《機動戰士GUNDAM》（1979年 - 1980年）
- 《機動戰士GUNDAM 0080：口袋裡的戰爭》（1989年）
- 《機動戰士GUNDAM 第08MS小隊》（1996年 - 1999年）
- 《機動戰士GUNDAM MS IGLOO》（2004年 - 2009年）
- 《機動戰士GUNDAM THE ORIGIN》（2015年 - 2018年）(*，因為事情和本傳後來對歷史的記述有異，所以很可能是平行世界)
- 《机动战士GUNDAM Thunderbolt 第一季》（2015年 - 2016年）(*，因劇中科技發展問題，是否仍位於主時間線存疑)
- 《機動戰士GUNDAM 庫克羅斯·德安之島》（2022年）

- 宇宙世纪0080年：南洋同盟叛亂

提及作品：
- 《机动战士GUNDAM Thunderbolt 第二季》（2017年 - ）(*，因劇中科技發展問題，是否仍位於主時間線存疑)

- 宇宙世纪0081年：水天之泪作战

提及作品：
- 《机动战士GUNDAM战记》（2009年）

- 宇宙世紀0083年：迪拉茲紛爭

吉翁公國軍的殘黨「迪拉茲艦隊」和地球聯邦軍間的紛爭。
紛爭的最後，地球北美農業地帶被迪拉茲艦隊的殖民地墜落作戰摧毀。以此為契機，聯邦內以「賈米托夫·海曼」准將為中心成立「迪坦斯」，開始強行鎮壓宇宙居民，造成日後「格利普斯戰役」的遠因。但整個紛爭事後被聯邦高層掩蓋，殖民地墜落被當成殖民地運送中發生的意外處理。
提及作品：
- 《機動戰士GUNDAM 0083：Stardust Memory》（1991年 - 1992年）

- 宇宙世紀0085年, GQuuuuuuX事件

- 《機動戰士Gundam GQuuuuuuX》 （2025年 - ）(^，發生於機動戰士GUNDAM中若吉翁公國勝利之平行世界)

- 宇宙世紀0087～0088年：格利普斯戰役

為地球聯邦軍的內戰，以鎮壓宇宙居民為目的，由地球聯邦軍內地球至上主義者組成的軍閥「迪坦斯」和地球聯邦軍內對抗迪坦斯而組成的組織「幽谷」間的軍事衝突。
戰役後期，從木星圈歸來的吉翁殘黨的攝政「哈曼·坎恩」率領的「阿克西斯」介入，三方陷入混戰，最終迪坦斯因失去領導階層而瓦解。
提及作品：
- 《機動戰士Z GUNDAM》（1985年 - 1986年）

- 宇宙世紀0088～0089年：第一次新吉翁抗爭

吉翁公國軍殘黨「阿克西斯」改組成的「新吉翁」與格利普斯戰役的勝利者「幽谷」的戰爭。
後期，新吉翁因夏亞調略古利明分裂內鬥而弱化，實質指導者的攝政「哈曼·坎恩」戰死，吉翁勢力失去小行星阿克西斯。
提及作品：
- 《機動戰士GUNDAM ZZ》（1986年 - 1987年）

- 宇宙世紀0093年：第二次新吉翁抗爭

吉翁國父「吉翁·茲姆·戴昆」之子「卡斯巴爾·雷姆·戴昆（夏亞·阿茲納布爾）」組成的「新吉翁」對地球聯邦政府發起的叛亂。

提及作品：
- 《機動戰士GUNDAM 逆襲的夏亞》（1988年）

- 宇宙世紀0096年：第三次新吉翁抗爭

提及作品：
- 《機動戰士GUNDAM UC》（2010年 - 2014年）

- 宇宙世紀0097年：「狩獵不死鳥」行動

提及作品：
- 《機動戰士GUNDAM NT》（2018年）

- 宇宙世紀0100年自護共和國放棄自治權。同年「庫瓦克·薩爾瓦 (匿名)」建立起秘密反政府組織「馬法狄·納比尤·艾林」

- 宇宙世紀0105年：馬法提動亂

提及作品：
- 《机动战士GUNDAM 闪光的哈萨维》（1989年）

- 宇宙世紀0123年： 宇宙巴比倫建國戰爭

提及作品：
- 《機動戰士GUNDAM F91》（1991年）

- 宇宙世紀0133年：木星戰役

提及作品：
- 《機動戰士海盜GUNDAM》（1994年- 1997年）

- 宇宙世紀0136年：神之雷戰役

提及作品：
- 《機動戰士海盜GUNDAM 鋼鐵之七人》（2006年- 2007年）

- 宇宙世紀0153年：贊斯卡爾戰爭

提及作品：
- 《機動戰士V GUNDAM》（1993年 - 1994年）
- 《機動戰士海盜GUNDAM GHOST》（2012年 - 2016年）

- 宇宙世紀0169年：殖民地衞星獨立活動激烈化

提及作品：
- 《機動戰士海盜GUNDAM DUST》（2016年- 2021年）

- 宇宙世纪0218年：地球联邦解体

- 宇宙世纪0223年：盖亚之光事件

提及作品：
- 《G-Saviour》（2000年）

## 有關A.D.和U.C.的轉換年份矛盾
最起初富野在企劃初代GUNDAM時，設定U.C.0079為A.D.2066年，但是此數字並沒有被正式採用。相對地，在初代動畫第26集的作品中，卻可以看到“2079”這個郵印，而在Z GUNDAM中，也可以看到一幅相片中的“2087”年份，如果這樣看，轉換年份應為A.D.2000。但是在後來的劇場版（即電影版）里兩個年份數字都被修改抺掉，因此可以肯定官方已經不承認此種說法。
由官方最初給予的年表，則是以2045年作為A.D.曆最後一年，之後轉換成U.C.0001。但是此種曆法在後來漸漸沒有刊登，因此亦不知道是否有再被官方支持。美國電影鋼彈救世主（Gセイバー）指出「西曆2045時生活圈擴展至宇宙，此後改為宇宙世紀」。

### 現時官方承認的日期推演
現時官方放出的日期，實際上有兩個。一個出自設定“U.C.0088年2月29日阿克西斯正式成為新自護”，以及出自《GUNDAM0080》動畫中的報章“U.C.0080年1月14日星期一”。以此兩個日期來推算，可以肯定的就是U.C.0080是一個1月14日為星期一而且為闰年的年份（因為0088為闰年，其8年前亦應為一闰年），在此可以鎖定一些年份。因為可以肯定在A.D.2045年之後，因此能鎖定為U.C.0080的年份有A.D.2132，2160、2188或更後，以這三個年份來反推算，U.C.0001應該為A.D.2053、2081、2109或更後。
而因為於宇宙世紀世界中，第一個殖民衛星乃於A.D.2045年開始建設，故可估計其於西元A.D之大概建築時間。由島三型殖民衛星的原設計者推算，大約需要24至30年的時間興建。故若2109年才開始殖民，就會使用頗長時間才能夠興建完成（共用64年），所以此年份和以後的年份可以不考慮。2053和2081年前者雖然只和2045年相差8年，但樂觀的考慮到整個地球的支持下，興建速度應比原來預測只有美國在1960年代為高，因此亦並非不可能。而後者則和2045年相差36年，在考量到測試以及確定安全的程序之後才予人入住亦為正常的作法，因此亦在合理範圍內。所以以官方承認日期來推算，宇宙世紀元年，即U.C.0001年應為A.D.2053或2081年。